# Serral de les Ànimes
El Serral de les Ànimes és una serra situada entre els municipis de Castellví de Rosanes, Corbera de Llobregat i Sant Andreu de la Barca a la comarca del Baix Llobregat, amb una elevació màxima de 256 metres.